# Монморийон (округ)
Монморийон (фр. Montmorillon) — округ (фр. Arrondissement) во Франции, один из округов в регионе Пуату — Шаранта. Департамент округа — Вьенна. Супрефектура — Монморийон.
Население округа на 2006 год составляло 74 249 человек. Плотность населения составляет 25 чел./км². Площадь округа составляет всего 3000 км².